# العلاقات الباربادوسية الجنوب سودانية
العلاقات الباربادوسية الجنوب سودانية هي العلاقات الثنائية التي تجمع بين باربادوس وجنوب السودان.

## مقارنة بين البلدين
هذه مقارنة عامة ومرجعية للدولتين:
| وجه المقارنة                                              | باربادوس       | جنوب السودان                  |
| --------------------------------------------------------- | -------------- | ----------------------------- |
| المساحة (كم2)                                             | 439            | 619.75 ألف                    |
| عدد السكان (نسمة)                                         | 285.72 ألف     | 12.58 مليون                   |
| الكثافة السكانية (ن./كم²)                                 | 65.08 ألف      | 20.3                          |
| العاصمة                                                   | بريدج تاون     | جوبا                          |
| اللغة الرسمية                                             | لغة إنجليزية   | لغة إنجليزية                  |
| العملة                                                    | دولار بربادوسي | جنيه جنوب سوداني، جنيه سوداني |
| الناتج المحلي الإجمالي (بليون دولار)                      | 4.80 مليار     | 2.90 مليار                    |
| الناتج المحلي الإجمالي (تعادل القوة الشرائية) بليون دولار | 4.66 مليار     | 22.88 مليار                   |
| الناتج المحلي الإجمالي الاسمي للفرد دولار أمريكي          | 15.43 ألف      | 73                            |
| الناتج المحلي الإجمالي للفرد دولار أمريكي                 | 16.06 ألف      | 2.02 ألف                      |
| مؤشر التنمية البشرية                                      | 0.795          | 0.467                         |
| رمز المكالمات الدولي                                      | +1246          | +211                          |
| رمز الإنترنت                                              | .bb            | .ss                           |
| المنطقة الزمنية                                           | 00             | ت ع م+03:00                   |

## منظمات دولية مشتركة
يشترك البلدان في عضوية مجموعة من المنظمات الدولية، منها:
| علم المنظمة | اسم المنظمة                               | تاريخ انضمام باربادوس | تاريخ انضمام جنوب السودان |
| ----------- | ----------------------------------------- | --------------------- | ------------------------- |
|             | مؤسسة التنمية الدولية                     | 29 سبتمبر 1999        | 18 أبريل 2012             |
|             | يونسكو                                    | 24 أكتوبر 1968        | 27 أكتوبر 2011            |
|             | وكالة ضمان الاستثمار متعدد الأطراف        | 12 أبريل 1988         | 18 أبريل 2012             |
|             | الأمم المتحدة                             | 9 ديسمبر 1966         | 14 يوليو 2011             |
|             | الاتحاد البريدي العالمي                   | ?                     | ?                         |
|             | البنك الدولي للإنشاء والتعمير             | 12 سبتمبر 1974        | 18 أبريل 2012             |
|             | الاتحاد الدولي للاتصالات                  | 16 أغسطس 1967         | 3 أكتوبر 2011             |
|             | مؤسسة التمويل الدولية                     | 25 يونيو 1980         | 18 أبريل 2012             |
|             | المركز الدولي لتسوية المنازعات الاستشارية | 1 ديسمبر 1983         | 18 مايو 2012              |
|             | منظمة الشرطة الجنائية الدولية             | ?                     | ?                         |

## وصلات خارجية
- موقع وزارة الخارجية الباربادوسية
- موقع وزارة الخارجية الجنوب سودانية